# 李興 (成化舉人)
李興（15世紀—16世紀），字叔起，廣東廣州府新會縣滻灣人，明朝政治人物。

## 生平
李興是成化七年（1471年）辛卯科廣東鄉試第七十五名舉人，授長泰知縣，流寇溫文進作亂，他悉心備禦，縣民賴以安寧，因父母去世回鄉，服闋後改任博白知縣，擅長安撫流民，時人多有稱頌。

## 引用
1. 1 2  道光《新會縣志·卷八·人物上》：李興，字叔起，滻灣人，由成化七年舉人知福建長泰縣，賊溫文進倡亂，悉心備禦，民賴以安，丁憂服闋知廣西博白縣，善撫流民，人多稱之。 王志